# Hermann-Löns-Medaille
Die Hermann-Löns-Medaille, seit 1974 verliehen in den Kategorien Platin, Gold, Silber und Bronze, ist ein Preis der Zeitschrift Das Neue Blatt aus dem Heinrich Bauer Verlag, der für besondere Verdienste im Bereich der volkstümlichen Musik verliehen wird. Der Preis ist nach dem Dichter Hermann Löns benannt.
Sie würdigt Verdienste um die Förderung und Pflege des Volksliedes, der Volksmusik, des deutschen Volksliedgutes sowie der volkstümlichen Unterhaltung und wird insbesondere an Sänger, Komponisten und Moderatoren sowie an Orchester, Chöre, Gesangsgruppen und Instrumentalsolisten verliehen. Die Verleihung erfolgte im Rahmen einer festlichen Verleihungsfeier unter dem Titel Heimat-Melodie. Die Schirmherrschaft übernahmen u. a. die Ministerpräsidenten der Bundesländer Schleswig-Holstein und Bayern, der Regierende Bürgermeister von Berlin und der Bundesminister des Innern. Derzeit ruht die Vergabe.

## Preisträger (Auswahl)
- 1974
  - Gotthilf Fischer
- 1975
  - Alfons Bauer
  - Die Westfälischen Nachtigallen
- 1976
  - Gebirgsmusikkorps
  - Bronze: Lolita (Sängerin)
- 1977
  - Montanara-Chor
- 1979
  - Gold: Peter Alexander
  - Gitti und Erika
  - Hellberg-Duo
- 1980
  - Gold: Heino
  - Gold: Feuerwehrkapelle Struth
  - Bronze: Lolita (Sängerin)
  - Roy Black
- 1981
  - Gold: Edy Hildebrandt
  - Ernst Mosch und die Original Egerländer Musikanten
- 1982
  - Vico Torriani
  - Freddy Breck
- 1983
  - Gold: Karel Gott
  - Gold: Rudolf Schock
  - Gold: Marianne und Michael
  - Gold: Heinz Schenk (München am 25. Juni 1983)
- 1985
  - Erika Köth
- 1986
  -     - Renate und Werner Leismann
- 1987
  - Preetzer Blasorchester[2]
- 1988
  - Uschi Bauer
  - Karl Moik
- 1989[3]
  - Platin: Heidi Kabel
  - Platin: Freddy Quinn
  - Platin: Finkwarder Speeldeel
  - Gold: Ilse Werner
  - Gold: Hamburger Alsterspatzen
  - Gold: Medium-Terzett
  - Gold: Günter Wewel, Quelle?
  - Bronze: Werner Böhm
  - Bronze: Lütt-Speeldeel
  - Bronze: Speelwark
  - Bronze: Blaue Jungs
  - Bronze: Hamburger Polizei-Orchester
- 1990
  - Platin: Slavko Avsenik und seine Original Oberkrainer
- 1993
  - Angela Wiedl
  - Silber: Ramona Leiß
- 1994
  - Silber: Angela Wiedl
  - Bronze: Ramona Leiß

- - Stefan Moll
- Walter Scholz (Gold)
- Margot Hellwig (Bronze, Silber, Gold, Platin)
- Patrick Lindner
- Gabi Seitz
- Hansl Krönauer (4×)
- Günter Wewel (Gold)
- Speelwark
- Menskes-Chöre
- Renate und Werner Leismann (Bronze, Silber)
- Hauff und Henkler
- Original Kapelle Egerland (Platin)
- Pat & Paul und die Original Heidelerchen
- Carolin Reiber
- Winfried Stark und seine Original Steigerwälder Musikanten
- Heintje
- Franzl Lang (Platin)[4]